# Francisco Fernández de la Cueva (viceré 1575)

Stemma di famiglia

Francisco Fernández de la Cueva, VII duca di Alburquerque, IV marchese di Cuéllar, VII conte di Huelma e VII conte di Ledesma, (in spagnolo: Francisco III Fernández de la Cueva) (Cuéllar, 1575 – Madrid, 18 luglio 1637), è stato un politico e ufficiale spagnolo.

## Biografia
Nato nel castello di Cuéllar, era il figlio di Beltrán de la Cueva, e della sua prima moglie, Isabel de la Cueva. Nel 1612 successe al padre al ducato.

## Carriera
Nel 1615 è stato nominato da Filippo III Viceré di Catalogna, incarico che ha ricoperto fino al 1619.
Nel 1627 fu nominato Viceré di Sicilia, incarico che ha ricoperto fino al 1632.
Membro dei Consigli di Stato e di guerra di Filippo IV, è stato anche ambasciatore a Roma, e, infine, presidente dei Consigli Supremi d'Italia e d'Aragona.

## Matrimoni

### Primo Matrimonio
Sposò, il 23 aprile 1598, Antonia de Toledo, figlia di Diego Álvarez de Toledo. Non ebbero figli.

### Secondo matrimonio
Sposò Ana María de Padilla Manrique, figlia di Martín de Padilla. Ebbero un figlio:
- Beltrán de la Cueva (1602-1617)

### Terzo matrimonio
Sposò, il 22 gennaio 1614, Ana Enríquez de Cabrera, figlia di Luis Enríquez de Cabrera y Mendoza e della consorte di questi Vittoria Colonna de Cabrera. Ebbero nove figli:
- Francisco Fernández de La Cueva (1619-1676);
- Isabel de la Cueva (1620-1657), sposò in prime nozze Jorge de Cardenas Manrique, non ebbero figli, e in seconde nozze Pedro Nuño Colón de Portugal, ebbero un figlio;
- Gaspar de la Cueva;
- Melchor Fernández de la Cueva (1625-1686);
- Baltasar de la Cueva Enríquez (1627-1689), sposò Teresa María Arias de Saavedra, ebbero due figli;
- José de la Cueva;
- Ana de la Cueva (?-3 dicembre 1650), sposò Juan Enríquez de Almansa, ebbero quattro figli;
- María de la Cueva;
- Victoria de la Cueva.

## Morte
Morì il 18 luglio 1637 a Madrid.